# Saal (Lohmar)
Saal ist ein Weiler in Lohmar im Rhein-Sieg-Kreis in Nordrhein-Westfalen.

## Geographie
Saal liegt im Nordosten von Lohmar. Umliegende Ortschaften und Weiler sind Oberstesiefen und Oberstehöhe im Norden, Kuckenbach im Osten, Unterstesiefen und Ingersauel im Südosten, Naaf im Süden, Heide, Höffen und Klefhaus im Südwesten sowie Grünenborn im Nordwesten.

## Gewässer
Ein namenloser orographisch rechter Nebenfluss des Naafbachs entspringt nordöstlich von Saal. 

## Landschaft
Im Nordwesten, im Westen, im Südwesten, im Süden und im Südosten ist Saal von Waldflächen umgeben.

## Verkehr
Saal liegt nahe zur Kreuzung von K 16 und K 34. Das Anruf-Sammeltaxi (AST) kann in den benachbarten Orten als Ergänzung des ÖPNV genutzt werden. Saal gehört zum Tarifgebiet des Verkehrsverbund Rhein-Sieg (VRS).